# بيير ريشار
بيير ريشار (بالفرنسية: Pierre Richard)‏
```
(و. 
1934
 – 
م
)
[
4
]
 هو 
ممثل تلفزيوني
، 
وممثل أفلام
، 
وممثل
، 
ومخرج سينمائي
، 
وكاتب سيناريو
، من 
فرنسا
، ولد في 
فالنسيان
.
[
5
]
```

## وصلات خارجية
- بيير ريشار على موقع IMDb (الإنجليزية)
- بيير ريشار على موقع ميتاكريتيك (الإنجليزية)
- بيير ريشار على موقع روتن توميتوز (الإنجليزية)
- بيير ريشار على موقع مونزينجر (الألمانية)
- بيير ريشار على موقع قاعدة بيانات الأفلام العربية
- بيير ريشار على موقع ألو سيني (الفرنسية)
- بيير ريشار على موقع ميوزك برينز (الإنجليزية)
- بيير ريشار على موقع أول موفي (الإنجليزية)
- بيير ريشار على موقع قاعدة بيانات الأفلام السويدية (السويدية)
- بيير ريشار على موقع إن إن دي بي (الإنجليزية)